# Rituals ocults
Rituals ocults (títol original en anglès, Lord of Misrule) és una pel·lícula d'horror folk britànico-irlandesa del 2024 dirigida per William Brent Bell, protagonitzada per Tuppence Middleton, Ralph Ineson i Matt Stokoe. S'ha subtitulat al català.
El rodatge va tenir lloc a Aldbury (Hertfordshire) a partir de l'octubre de 2021. La pel·lícula va ser desenvolupada per Bankside Films, i els drets del Regne Unit es van vendre a Signature Entertainment el 2023.